# Chailly-sur-Armançon
Chailly-sur-Armançon este o comună în departamentul Côte-d'Or, Franța. În 2009 avea o populație de 273 de locuitori.

## Evoluția populației
| An        | 1975 | 1982 | 1990 | 1999 | 2006 | 2009 |
| --------- | ---- | ---- | ---- | ---- | ---- | ---- |
| Populație | 245  | 231  | 193  | 201  | 270  | 273  |